# Lychen
Ne doit pas être confondu avec Lichen.
Lychen est une ville et une station intégrée d'Allemagne située dans l'arrondissement d'Uckermark au nord du Brandebourg.

## Géographie

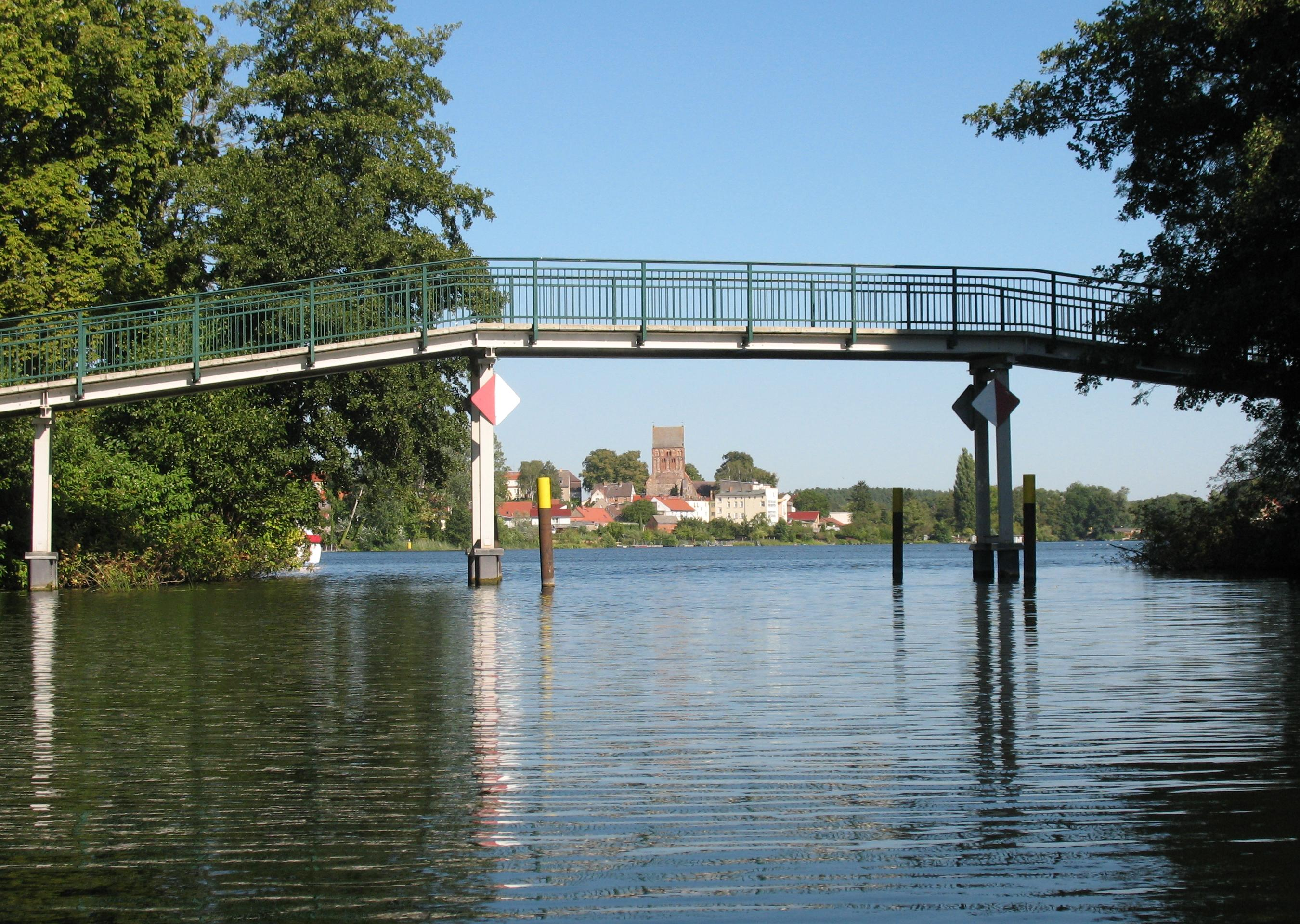
Vue sur le lac de la ville.

La ville se situe dans le sud-ouest de la région historique de l'Uckermark, proche de la frontière avec le Mecklembourg. Le territoire communal englobe plusieurs lacs, comme le grand lac de Küstrin (de), et se trouve à la limite de sept lacs, le Wurlsee, le grand lac de Lychen, le Nesselpfuhl, l'Oberpfuhl, le lac de Platkow (de), le Zenssee (de) et le lac de la ville de Lychen (de). Lychen est reliée au canal supérieur de la Havel par la rivière Woblitz. Au nord, la commune est limitrophe avec le Land de Mecklembourg-Poméranie-Occidentale.

## Commune
Outre la ville-même de Lychen, la commune comprend les villages et localités de Rutenberg, Retzow et Beenz.

## Histoire
Des découvertes archéologiques suggèrent que le site était déjà habité déjà au Mésolithique. Au cours des grandes invasions, au VIe siècle, des tribus slaves arrivent dans la région.
La ville a été mentionnée pour la première fois par écrit sous le nom de Liechen en 1246. Fondée par le margrave Jean Ier de Brandebourg, elle obtient le privilège de construire une enceinte de sorte qu'on ne peut franchir que par l'un des trois portes de la cité. Elle a néanmoins été conquise par les forces du Mecklembourg en 1302 ; ce n'est que 140 ans plus tard que le margrave Jean IV récupéré le terrain  et réussit à sauvegarder la propriété de l'Uckermark par la conclusion de la paix de Wittstock. Jusqu'à la Réforme protestante, certaines parties de l'environnement se trouvent en possession de l'abbaye cistercienne de Himmelpfort.
La ville fut dévastée pendant la guerre de Trente Ans (1618-1648). Avec la marche de Brandebourg, elle faisait partie de l'Etat de Brandebourg-Prusse dès 1618 et du royaume de Prusse à partir de 1701. Au cours de la guerre de Sept Ans (1756-1763), Lychen fut occupée par les troupes suédoises.
De 1815 à 1945, la ville était incorporée dans le district de Potsdam au sein de la province de Brandebourg. Le développement économique a été favorisé par l'ouverture des hôpitaux de Hohenlychen en 1902.

## Monuments et tourisme
- Église Saint-Jean (de) (XIIIe siècle)
- Hôtel de ville (1748), reconstruit
- Vestiges des remparts (1302-1304)
- Flößereimuseum

## Démographie
- Évolution démographique dans les limites actuelles. -- Ligne bleue: Population; Ligne pointillé: Comparaison avec le développement de Brandebourg -- Fond gris: Période du régime nazie; Fond rouge: Période du régime communiste
- Évolution récente (ligne bleue) et prévisions sur l'effectif de résidents

| Année | Population |
| ----- | ---------- |
| 1875  | 3 184      |
| 1890  | 3 359      |
| 1910  | 3 919      |
| 1925  | 4 828      |
| 1933  | 4 662      |
| 1939  | 5 261      |
| 1946  | 4 981      |
| 1950  | 5 053      |
| 1964  | 4 452      |
| 1971  | 4 490      |

| Année | Population |
| ----- | ---------- |
| 1981  | 4 205      |
| 1985  | 4 209      |
| 1989  | 4 118      |
| 1990  | 4 114      |
| 1991  | 4 060      |
| 1992  | 4 290      |
| 1993  | 4 299      |
| 1994  | 4 154      |
| 1995  | 4 122      |
| 1996  | 4 118      |

| Année | Population |
| ----- | ---------- |
| 1997  | 4 064      |
| 1998  | 4 073      |
| 1999  | 4 015      |
| 2000  | 3 966      |
| 2001  | 3 989      |
| 2002  | 3 967      |
| 2003  | 3 943      |
| 2004  | 3 943      |
| 2005  | 3 905      |
| 2006  | 3 805      |

| Année | Population |
| ----- | ---------- |
| 2007  | 3 729      |
| 2008  | 3 626      |
| 2009  | 3 571      |
| 2010  | 3 527      |
| 2011  | 3 257      |
| 2012  | 3 150      |
| 2013  | 3 114      |
| 2014  | 3 109      |
| 2015  | 3 135      |
| 2016  | 3 222      |

| Année | Population |
| ----- | ---------- |
| 2017  | 3 207      |
| 2018  | 3 178      |
| 2019  | 3 178      |
| 2020  | 3 154      |

Les sources de données se trouvent en détail dans les Wikimedia Commons.

## Personnalités liées à la ville
- Gotthold Pannwitz (1861-1926), médecin et fondateur des hôpitaux de Hohenlychen, mort à Lychen ;
- Klaus Voormann (né en 1938), musicien, grandit à Lychen ;
- Hans-Christoph Blumenberg (né en 1947), réalisateur, scénariste et critique de cinéma.